# Milan Kojić
Milan Kojić (Hamilton, 10 luglio 1976) è un ex calciatore canadese, di ruolo difensore.

## Biografia
È nato in Canada, ma ha origini serbe.

## Carriera

### Club
Nel 1999, Kojić firmò per il Toronto Lynx. Diventò uno dei difensori più affidabili della United Soccer Leagues (USL), giocando 26 delle 28 partite di campionato della sua squadra, nella prima stagione. L'anno seguente contribuì all'ottima difesa del Toronto, che ebbe una media reti subite tra le più basse del campionato. Segnò anche una rete contro i Richmond Kickers, nei play-off.
L'anno seguente, firmò per i rivali del Montréal Impact. Segnò una rete in 20 partite. Nel 2002 tornò al Toronto Lynx, dove fu nuovamente protagonista di una buona stagione.
Nel 2003, passò ai norvegesi dello Haugesund, militanti nella 1. divisjon. Debuttò in squadra il 13 aprile, nel pareggio a reti inviolate contro il Moss. Segnò la prima rete il 18 giugno dello stesso anno, nel 2-1 inflitto allo Ørn-Horten. Al termine del campionato 2004, la squadra retrocesse, ma Kojić restò in squadra e contribuì all'immediata promozione. Il 31 agosto 2006 fu svincolato dallo Haugesund.
Nel 2007 giocò per i Serbian White Eagles.